# Gendarme adjoint volontaire
Pour les articles homonymes, voir GAV.
Le gendarme adjoint volontaire (GAV) est un militaire qui seconde les sous-officiers d'active dans les missions de la Gendarmerie nationale. Il est titulaire d'un contrat de volontaire d'une durée maximale de six ans qui lui permet d'acquérir une première expérience professionnelle dans la perspective d'une future carrière, en Gendarmerie, dans les autres corps militaires ou dans le civil.
La Gendarmerie compte environ 14 000 gendarmes adjoints volontaires. Cette catégorie de personnel a été créée en 1998 pour remplacer les gendarmes auxiliaires (GA) issus du service national obligatoire à la suite de la suspension de ce dernier en mai 1996.

## Historique
La Gendarmerie a fait appel a des volontaires à de nombreuses reprises au cours de son histoire et notamment en 1871, pendant la guerre contre la Prusse, en 1915 pendant la Première Guerre mondiale et à partir de 1955 pour renforcer la gendarmerie mobile pendant la Guerre d'Algérie.
Les gendarmes adjoints volontaires ont vu le jour pour remplacer les Gendarmes auxiliaires à la suite de la suspension du service national en France en 1996. En effet, les gendarmes auxiliaires étaient des appelés du contingent qui effectuaient leur service national (service militaire) au sein de la Gendarmerie nationale à la suite de la loi no 70-596 du 9 juillet 1970. Ils avaient la possibilité de prolonger leur service jusqu'à un total de 24 mois au titre du volontariat. Le nombre d'appelés du contingent ne pouvait pas dépasser 10 % des effectifs de l'Arme. Le premier contingent était fort de 1 300 personnes et les effectifs progressèrent jusqu'à atteindre 12 000 hommes annuellement. Les premières incorporations eurent lieu en 1972, avec un uniforme kaki volontairement différent de celui des gendarmes. Le contingent 84/12 vit l'apparition d'un nouvel uniforme bleu, assez similaire à celui des personnels d'active. Ils étaient principalement employés dans la gendarmerie départementale et notamment dans les pelotons de surveillance et d'intervention de la gendarmerie (PSIG) et dans les pelotons de gendarmerie de montagne. Un certain nombre de gendarmes auxiliaires ont également été affectés dans la Gendarmerie maritime, la Gendarmerie des transports aériens et dans la Gendarmerie de l'air.
Lorsque le service national est suspendu sous l'impulsion de Jacques Chirac, alors Président de la République, les gendarmes auxiliaires sont remplacés par les gendarmes adjoints volontaires (GAV) qui sont des volontaires sous contrat. Leur recrutement, ouvert en août 1998, est étendu aux volontaires féminins en mars 1999.

## Présentation
Les gendarmes adjoints volontaires (GAV) servent sous le statut de volontaire dans les armées françaises défini par le décret no 98-782, du 1er septembre 1998. Les GAV souscrivent un contrat de deux ans qui peut être suivi d'un second contrat de trois ans. Le statut de GAV peut être une première étape pour un candidat désireux de postuler à un poste de sous-officier de Gendarmerie.
Il existe quatre catégories de GAV :

### GAV Agent de police judiciaire adjoint
Un GAV APJA a pour mission de seconder les sous-officiers de gendarmerie dans la plupart de leurs missions (prévention de la délinquance, surveillance et intervention, assistance et secours, enquêtes). Contrairement au gendarme auxiliaire, qui était un simple agent de la force publique ne disposant d'aucun pouvoir spécifique, il bénéficie du statut d'agent de police judiciaire adjoint qui lui donne le pouvoir de constater les infractions à la loi pénale, de recueillir tous les renseignements en vue de découvrir les auteurs de ces infractions et de constater par procès-verbal les contraventions au code de la route.
Les GAV APJA suivent une formation initiale de 13 semaines au sein d'une école de gendarmerie à Tulle (Corrèze), au Camp de Beynes (Yvelines), à Montluçon (Allier), à Chaumont (Haute-Marne), à Châteaulin (Finistère), à Rochefort (Charente-Maritime), à Fontainebleau (Seine-et-Marne) et à Dijon (Côte-d'Or).
Leur formation couvre les domaines suivants :
- connaissance de la gendarmerie
- notions de police administrative, police judiciaire et police de la circulation routière
- entraînement physique
- combat
- techniques d'intervention professionnelle

L'accent est mis sur la connaissance des armes en dotation dans la gendarmerie et les règles déontologiques qui encadrent l'emploi de la force.
Cette progression de la formation est contrôlée lors de mises en situation nombreuses.
La formation initiale est complétée par 12 semaines de formation complémentaire en unité sous la tutelle d'un sous-officier de gendarmerie expérimenté.
À l'issue de cette formation, les GAV APJA âgés de 18 ans au moins prêtent le serment suivant au tribunal judiciaire (anciennement devant le tribunal de grande instance) dont relève leur école :
« 
Je jure de bien et loyalement remplir mes fonctions, d’observer les devoirs et la réserve qu’elles m’imposent. Je me conformerai strictement aux ordres reçus dans le respect de la personne humaine et de la loi. Je promets de faire preuve de dévouement au bien public, de droiture, de dignité, de prudence, et d’impartialité. Je m’engage à ne faire qu’un usage légitime de la force et des pouvoirs qui me sont confiés et à ne rien révéler ou utiliser de ce qui sera porté à ma connaissance lors de l’exercice de mes fonctions. »
La plupart des GAV APJA sont affectés en brigade territoriale ou en peloton d'autoroute. Un nombre plus limité est affecté dans la gendarmerie de l'air et de l'espace, la gendarmerie maritime, la garde républicaine ou la gendarmerie des transports aériens.
Ils accèdent à la distinction de  première classe ou aux grades des militaires du rang et de maréchal des logis par des diplômes professionnels délivrés par le commandement. Ils peuvent accéder à la scolarité pour devenir aspirant à différents stades de leur parcours au sein de l'Arme.

### GAV Emploi particulier
Un GAV EP sert dans un domaine de compétence spécifique répondant à un besoin de la gendarmerie et pour lequel il justifie d'un diplôme ou d'une expérience professionnelle. Sa fonction est le soutien opérationnel des unités et il peut servir dans un poste de secrétaire, de mécanicien automobile, de cuisinier, d'horticulteur, de plombier ou de moniteur de sport.
Recrutés sur concours, les élèves gendarmes adjoints EP suivent une formation initiale de six semaines en école de Gendarmerie à Tulle (Corrèze), Montluçon (Allier), Chaumont (Haute-Marne) ou Chateaulin (Finistère).
L'enseignement dispensé les sensibilise à leur environnement professionnel en Gendarmerie et les forme au maniement de l'arme de service, à l'emploi des moyens de télécommunication et à la mise en œuvre des techniques d'accueil. Contrairement aux APJA, ils ou elles n'exercent pas de responsabilité de police et ne prêtent donc pas serment.
Ils accèdent à la distinction de première classe ou aux grades des militaires du rang et de maréchal des logis par des diplômes professionnels délivrés par le commandement. Ils peuvent accéder à la scolarité pour devenir aspirant à différents stades de leur parcours au sein de l'Arme.

### Aspirant de Gendarmerie issu du volontariat
Un AGIV, après recrutement par concours externe ou à la suite d'un recrutement interne (voir ci-dessus) et réussite d'une formation de douze semaines pour les recrutés externes (plus courte pour les autres) à l'École des officiers de la Gendarmerie nationale de Melun, occupe généralement un emploi en état-major dans différents types d'unités (direction générale de la Gendarmerie nationale, organismes centraux, groupements de gendarmerie départementale et formations spécialisées) ou en tant qu'instructeur pour les futurs GAV ou AGIV.
Leur cursus comprend une formation militaire initiale de 5 semaines dont 2 au camp de Beynes (Yvelines) suivie d'une formation spécifique de 7 semaines. Les AGIV sont agents de police judiciaire adjoints et prêtent donc également serment afin d'être affectés en unité.

### GAV ou AGIV Sportif de haut niveau
Enfin, un candidat inscrit sur la liste ministérielle des sportifs de haut niveau (SHN) peut, après soumission d'une demande auprès de la fédération dont il relève être admis, après validation par le Centre national des sports de la défense (CNSD) puis par la Gendarmerie.
Ils accèdent à la distinction de première classe ou aux grades des militaires du rang et de maréchal des logis par des diplômes professionnels délivrés par le commandement. Ils peuvent accéder à la scolarité pour devenir aspirant à différents stades de leur parcours au sein de l'Arme.

### Galons
| Code OTAN                                | OR-1                          | OR-2                           | OR-3               | OR-4               | OR-5                         | OF(D)          |
| Statut                                   | Militaires du rang            | Militaires du rang             | Militaires du rang | Militaires du rang | Sous-officiers issus du rang | Officiers      |
| Gendarmerie départementale               |                               |                                |                    |                    |                              |                |
| Gendarmerie mobile et Garde républicaine | Inexistant                    |                                |                    |                    |                              |                |
| Organismes centraux                      |                               |                                |                    |                    |                              |                |
| Commandement des écoles                  |                               |                                |                    |                    |                              |                |
| Gendarmerie de l'armement                | Inexistant                    |                                |                    |                    |                              |                |
| Gendarmerie des transports aériens       | Inexistant                    |                                |                    |                    |                              |                |
| Gendarmerie de l'air et de l'espace      |                               |                                |                    |                    |                              | Inexistant     |
| Gendarmerie maritime                     |                               |                                |                    |                    |                              | Inexistant     |
| Grade                                    | Gendarme Adjoint de 2e classe | Gendarme Adjoint de 1er classe | Brigadier          | Brigadier-chef     | Maréchal des logis           | Aspirant       |
| Abréviation                              | GA2                           | GA1                            | BRI                | BRC                | MDL                          | ASP            |
| Appellation                              | Par le nom                    | Par le nom                     | Brigadier          | Brigadier-chef     | Maréchal des logis           | Mon Lieutenant |